# دسته (یگان نظامی)
پاگان یگانی نظامی و زیرمجموعهٔ گروهان که معمولاً از دو یا چند گروه یا رسد تشکیل می‌شود.
معمولاً ۴ گروه با هم یک پاگان و ۴ پاگان با هم یک گروهان را تشکیل می‌دهند. فرماندهِ یک دسته معمولاً درجهٔ ستوانی دارد.

## پیشینه
احتمال می‌رود که «دسته» همچون یگان نظامی نخستین بار در سپاه اشکانیان (۲۵۰ تا میلاد — ۲۲۴ میلادی) پدید آمده‌است. چنانچه، در سفال‌نوشته‌های اشکانی از دهه ۴۰ پیش از میلاد، که از بایگانی شهر باستانی نسا بازیافت شده‌اند، اصطلاح «تَهم‌دار» (پارتی: tgmdr) [tagm(a)dār] بازخوانی شده که پژوهشگران آن‌را روبردار از اصطلاح یونانی باستان: τάγματάρχης در سپاه روم باستان دانسته‌اند:
پارتی: tagmadār > لاتین: tagma لژیون (> یونانی باستان: τάγμα رده؛ بخشی از سپاه، هنگ) + پارتی: -dār دارنده؛ فرمانده = یونانی باستان: τάγματάρχης یا τάγματάρχος فرمانده تاگما.
«تاگما» یونانی باستان: τάγμα) در سپاه پادشاهی روم شرقی یگانی نامیده می‌شد که ۱۰۰ تا ۵۰۰ سرباز را در بر می‌گرفت. احتمال می‌رود که این اصطلاح در پی جنگ‌های ایران و بیزانس در زمان اشکانیان از رومیان وام گرفته شده و دیرتر با واژۀ پارتی: taxm نیرومند، دلاور، دلیر، چابک یا پارسی میانه: taḥmīh نیرو، توان (هر دو از -taxma* در زبان نیاایرانی و ریشۀ -tak√ تاختن، دویدن’ در زبان نیاهندوایرانی روییده‌اند) اینهمان و مترادف شده‌است.
در زمان ساسانیان نیز سپاه (پارسی میانه: spāh) بر پایه سیستم شمارش دهدهی گروهبندی می‌شد، فرمانده آن سپاهبد (پارسی میانه: spāhbed) خوانده می‌شد. جوخه در این زمان «رده» (پارسی میانه: radag) و گروهان «تَهم» (پارسی میانه: tahm) نامیده و فرمانده آن «تهم‌دار» (پارسی میانه: tahmdār) خوانده می‌شدند. گردان در آن زمان «وَشت» (پارسی میانه: wašt) و سرگرد «وشت‌سالار» (پارسی میانه: wašt-sālār) نام داشته‌اند. هنگ نیز «درفش» (پارسی میانه: drafš) و سرهنگ «درفش‌سالار» (پارسی میانه: drafš-sālār) خوانده می‌شدند. لشکر در سپاه ساسانیان «گند» (پارسی میانه: gund) نامیده می‌شد و سرلشکر را «گُندسالار» (پارسی میانه: gund-sālār) می‌خواندند.